# Sergio Sánchez (atleet)
Sergio Sánchez Martínez (La Pola de Gordón, 1 oktober 1982) is een Spaanse middellangeafstandsloper, die gespecialiseerd is in de 3000 m. Hij werd Spaans indoorkampioen en was houder van het Europese indoorrecord in deze discipline.

## Biografie
In 2008 behaalde Sánchez zijn eerste succes door goud te winnen op de 3000 m bij de Spaanse indoorkampioenschappen. Hij plaatste zich hiermee voor de wereldindoorkampioenschappen in Valencia. Daar behaalde hij een achtste plaats. Op de Europese indoorkampioenschappen van 2009 in Turijn moest hij genoegen nemen met een vierde plaats. In datzelfde jaar nam hij deel aan de 5000 m bij de wereldkampioenschappen, maar werd in de series uitgeschakeld. Bij het EK veldlopen in Dublin dat jaar werd hij individueel vierde en in het landenklassement werd hij eerste met het Spaanse team.
In 2010 brak Sánchez internationaal door. Op 14 februari 2010 verbeterde hij met 7.32,41 het Europese indoorrecord op de 3000 m. Hij was hiermee dertien seconden sneller dan zijn persoonlijke outdoor record. Een maand later won hij op de WK indoor 2010 in Doha een zilveren medaille. Zijn tijd van 7.39,55 werd alleen onderboden door de Amerikaan Bernard Lagat, die met een persoonlijke recordtijd van 7.37,97 wereldindoorkampioen werd. 
Bij de Spaanse kampioenschappen 2013 werd Sánchez betrapt op het verboden middel EPO. Hij kreeg een schorsing opgelegd van twee jaar.

## Titels
- Spaans indoorkampioen 3000 m - 2008

## Persoonlijke records
Baan
| Onderdeel | Prestatie | Datum        | Plaats        |
| --------- | --------- | ------------ | ------------- |
| 800 m     | 1.49,56   | 5 juli 2006  | Salamanca     |
| 1500 m    | 3.39,79   | 3 juli 2004  | San Sebastian |
| 3000 m    | 7.45,51   | 18 juli 2009 | Zaragoza      |
| 5000 m    | 13.12,97  | 27 juni 2013 | Ostrava       |
| 10.000 m  | 28.25,22  | 30 juni 2010 | Cáceres       |

Weg
| Onderdeel      | Prestatie | Datum         | Plaats |
| -------------- | --------- | ------------- | ------ |
| 10 km          | 28.48     | 10 maart 2012 | Laredo |
| halve marathon | 1:04.20   | 28 april 2018 | Gijón  |

Indoor
| Onderdeel | Prestatie       | Datum            | Plaats   |
| --------- | --------------- | ---------------- | -------- |
| 800 m     | 1.50,98         | 19 februari 2006 | Oviedo   |
| 1500 m    | 3.40,63         | 9 februari 2008  | Valencia |
| 2000 m    | 4.52,90         | 23 januari 2010  | Oviedo   |
| 3000 m    | 7.32,41 (ex-ER) | 13 februari 2010 | Valencia |

## Palmares

### 3000 m
- 1999: 16e WK U18 - 8.37,45
- 2008:  Spaanse indoorkamp. - 8.02,09
- 2008: 7e WK indoor - 7.59,74
- 2009: 4e EK indoor - 7.45,29
- 2009:  Spaanse indoorkamp. - onbekend
- 2010:  WK indoor - 7.39,55

### 5000 m
- 2007:  Spaanse kamp. - onbekend
- 2009:  Spaanse kamp. - onbekend
- 2009: 16e in series WK - 13.53,51
- 2010:  Spaanse kamp. - onbekend
- 2010: 9e in series EK - 13.38,48
- 2013: DQS WK

### veldlopen
- 2001: 83e WK junioren - 28.31
- 2008: 13e EK - 31.42,  landenklassement
- 2009: 4e EK - 31.26,  landenklassement
- 2013: 16e WK - 33.38